# فهرست برنامه مشاهیر ایران در یونسکو
فهرست برنامه مشاهیر ایران در یونسکو فهرستی از رویدادهای مرتبط با مشاهیر ایرانی است. برنامه مشاهیر یونسکو یکی از چند برنامه‌ی این سازمان برای  ثبت آثار ملموس و ناملموس و شخصیت‌ها و رویدادهای کشورهای عضو است.
ثبت سده و هزاره مشاهیر علم و ادب و رویدادهای فرهنگی، علمی و هنری در فهرست شخصیت‌ها و رویدادهای علمی، فرهنگی و هنری جهان که از سال ۱۹۶۵ آغاز شده و یکی از شرط‌های پذیرش ان این است که کشور یا کشورهای پیشنهاد دهنده باید فعالیت‌ها و برنامه‌هایی را در سطح ملی به مناسبت سده یا هزارهٔ مورد نظر خود پیش‌بینی و تمهیدات مالی لازم برای برگزاری این فعالیت‌ها و برنامه‌ها تدارک دیده باشند و شخصیت یا رویداد معرفی شده بازتابی از آرمان‌ها، ارزش‌ها، تنوع فرهنگی باشد.
هدف این برنامه معرفی و شناساندن سهم و نقش مؤثر و اساسی شخصیت‌ها و رویدادهای کشورها در غنای متقابل فرهنگ‌ها، ترویج تفاهم فرهنگی، گسترش مناسبات بین‌المللی و کمک به استقرار صلح است. یونسکو هر دو سال یکبار در آستانهٔ برگزاری کنفرانس عمومی خود از کلیهٔ کشورهای عضو و اعضای وابسته می‌خواهد تا سده یا هزارهٔ شخصیت‌های فرهنگی، علمی و هنریشان (تولد، فوت، فعالیت‌ها) و رویدادهای فرهنگی، علمی و هنری (تاریخ وقوع) را که با دورهٔ دوسالهٔ آیندهٔ سازمان انطباق دارد برای ثبت در فهرست یونسکو پیشنهاد کنند. پیشنهاد کشورها پس از بررسی در جریان کنفرانس عمومی یونسکو تصویب و به‌طور رسمی به همه کشورها اعلام می‌شود.

## فهرست
| #  | عنوان رویداد                         | شخصیت                                  | ویژگی                             | سال        | نگاره                  |
| ۱  | هزارمین سال تولد                     | ابن سینا                               | فلسفه و پزشکی                     | ۱۹۸۰       |                        |
| ۲  | هشتصدمین سال تولد                    | سعدی شیرازی                            | شاعر                              | ۱۹۸۴       |                        |
| ۳  | نهصدمین سال تولد                     | ابوحامد محمد غزالی                     | فیلسوف و دانشمند                  | ۱۹۸۵       |                        |
| ۴  | نهصدمین سال وفات                     | خواجه عبدالله انصاری                   | عارف                              | ۱۹۸۹       |                        |
| ۵  | ششصدمین سال وفات                     | حافظ شیرازی                            | شاعر                              | ۱۹۸۹       |                        |
| ۶  | هزارمین سال گردآوری                  | نسخه برجسته خطی شاهنامه                |                                   | ۱۹۹۰       |                        |
| ۷  | چهارصدمین سال تولد                   | صائب تبریزی                            | شاعر                              | ۱۹۹۵       |                        |
| ۸  | نهصدمین سال وفات                     | خیام                                   | شاعر، دانشمند                     | ۱۹۹۶       |                        |
| ۹  | ششصدمین سال تولد                     | عبدالرحمان محمد جامی                   | شاعر و ادیب                       | ۱۹۹۶       |                        |
| ۱۰ | صدمین سال تولد                       | نیما یوشیج                             | پدر شعر نو فارسی                  | ۱۹۹۶       |                        |
| ۱۱ | سیصدمین سال وفات                     | محمدباقر مجلسی                         | دانشمند                           | ۱۹۹۸       |                        |
| ۱۲ | هزارمین سال وفات                     | ابوالوفا محمد بوزجانی                  | ریاضی‌دان و منجم                   | ۱۹۹۸       |                        |
| ۱۳ | صد و پنجاهمین سال وفات               | امیرکبیر                               | سیاست‌مدار                         | ۲۰۰۱       |                        |
| ۱۴ | هشتصدمین سال تولد                    | خواجه نصیرالدین طوسی                   | دانشمند                           | ۲۰۰۱       |                        |
| ۱۵ | صدمین سال تولد                       | ابوالحسن صبا                           | موسیقیدان                         | ۲۰۰۲       |                        |
| ۱۶ | هزارمین سال تولد                     | حکیم ناصرخسرو                          | شاعر                              | ۲۰۰۳       |                        |
| ۱۷ | نهصدوپنجاهمین سال تولد               | امام محمد غزالی                        | فیلسوف بزرگ ایرانی                | ۲۰۰۸-۲۰۰۹  |                        |
| ۱۸ | چهارصدمین سال وفات                   | شیخ بهایی                              | دانشمند، ریاضیدان، منجم و معمار   | ۲۰۰۸-۲۰۰۹  |                        |
| ۱۹ | هزارمین سال تدوین                    | شاهنامه                                |                                   | ۲۰۱۰–۲۰۱۱  |                        |
| ۲۰ | هفتصدوپنجاهمین سال زندگی فعال        | خواجه نصیرالدین طوسی                   | دانشمند                           | ۲۰۱۱       |                        |
| ۲۱ | هفتصمدمین سال وفات                   | قطب‌الدین شیرازی                        | دانشمند                           | ۲۰۱۱       |                        |
| ۲۲ | هزارودویست و پنجاهمین سال تولد       | سیبویه                                 | دانشمند انسان شناس                | ۲۰۱۱       |                        |
| ۲۳ | پانصدمین سالگرد دستاوردها            | مولانا عبدالعلی بیرجندی                | نجوم                              | ۲۰۱۲       | دست نوشته‌ای از بیرجندی |
| ۲۴ | هزاروصدمین سال                       | تألیف کتاب علائق النفیسه توسط ابن رسته | جغرافیا                           | ۲۰۱۳       |                        |
| ۲۵ | هزارمین سال دستاوردها                | ابوسعید ابوالخیر                       | شعر و عرفان                       | ۲۰۱۳       |                        |
| ۲۶ | هزارمین سال گردآوری                  | کتاب قانون ابن سینا                    | پزشکی                             | ۲۰۱۳       |                        |
| ۲۷ | هفتصدمین سال تولد                    | میر سید علی همدانی                     | عارف و ادیب بزرگ ایرانی           | ۲۰۱۴- ۲۰۱۵ |                        |
| ۲۸ | ششصدمین سال زندگی                    | عبدالقادر مراغه‌ای                      | اولین ردیف‌نویس موسیقی اصیل ایرانی | ۲۰۱۴- ۲۰۱۵ |                        |
| ۲۹ | هشتصدمین سال تولد                    | فخرالدین عراقی                         | شاعر و ادیب                       | ۲۰۱۴- ۲۰۱۵ |                        |
| ۳۰ | هشتصدمین سال زندگی                   | نجم‌الدین کبری                          | عارف و انسان‌شناس                  | ۲۰۱۴- ۲۰۱۵ |                        |
| ۳۱ | هزار و پنجاهمین سالروز تولد          | سید مرتضی علم الهدی                    |                                   | ۲۰۱۶ـ ۲۰۱۷ |                        |
| ۳۲ | هفتصدمین سال                         | نگارش کتاب گلشن راز شیخ محمود شبستری   |                                   | ۲۰۱۶ـ ۲۰۱۷ |                        |
| ۳۳ | هزار و یکصد و پنجاهمین سالروز تولد   | محمد زکریای رازی                       |                                   | ۲۰۱۶ـ ۲۰۱۷ |                        |
| ۳۴ | هزار و هفتصد و پنجاهمین سالروز تاسیس | دانشگاه جندی شاپور                     |                                   | ۲۰۱۸ـ ۲۰۱۹ |                        |
| ۳۵ | هشتصد و پنجاهمین سالروز زندگی فعال   | شهاب الدین یحیی بن حبش سهروردی         | فیلسوف و عارف                     | ۲۰۱۸ـ ۲۰۱۹ |                        |
| ۳۶ | هفتصدمین سال تولد                    | کمال خجندی                             | شاعر                              | ۲۰۲۰ـ ۲۰۲۱ |                        |
| ۳۷ | هزار و صد و پنجاهمین سالگرد تولد     | ابونصر فارابی                          | فیلسوف و دانشمند                  | ۲۰۲۰ـ ۲۰۲۱ |                        |
| ۳۸ | نهصدمین سالگرد تولد                  | عطار نیشابوری                          | عارف و شاعر                       | ۲۰۲۰ـ ۲۰۲۱ |                        |
| ۳۹ | هزار و پنجاهمین سال تولد             | ابوریحان بیرونی                        | دانشمند و متفکر                   | ۲۰۲۲ـ ۲۰۲۳ |                        |
| ۴۰ | هزار و پنجاهمین سال تولد             | ابوالحسن خرقانی                        | عارف و شاعر                       | ۲۰۲۲ـ ۲۰۲۳ |                        |
| ۴۱ | هشتصدمین سال حیات فعال               | شمس تبریزی                             | عارف و شاعر                       | ۲۰۲۲ـ ۲۰۲۳ |                        |